# Crazy Six
Crazy Six (titlu original: Crazy Six) este un film americano-slovac cu gangsteri din 1998 regizat de Albert Pyun. Rolurile principale au fost interpretate de actorii Rob Lowe, Mario Van Peebles, Ice-T și Burt Reynolds.

## Distribuție
- Rob Lowe - Billie 'Crazy Six'
- Mario Van Peebles - 'Dirty' Mao
- Ice-T - Raul
- Burt Reynolds - Dakota
- Ivana Milicevic - Anna
- Thom Matthews - Andrew
- Blanka Kleinova - Viyana
- Norbert Weisser - Jerzy
- Donald Standen - Avi
- Max Van Peebles - Michelle
- Thomas Morris - Yusovic

## Producție
Filmările au avut loc în Slovacia în 1997.